# Josef Ludvík Fischer
Josef Ludvík Fischer (6. listopadu 1894, Praha – 17. února 1973, Olomouc) byl český filozof a sociolog, představitel filosofického strukturalismu.

## Život
Po studiích na klasických gymnáziích v Českých Budějovicích a v Třeboni (maturita roku 1912) absolvoval na Filosofické fakultě pražské univerzity češtinu, němčinu a filosofii. Doktorem filosofie byl promován roku 1919 (disertace Arthur Schopenhauer. Genese díla). V letech 1921–1923 pracoval v pražských knihovnách a aktivně se zapojil do levicového hnutí. Přispíval do Neumannova Června, Václavkovy Studentské revue, spolupracoval se Zdeňkem Nejedlým v časopisu Var. Kvůli své levicové činnosti byl přeložen dál od centra, do Studijní knihovny v Olomouci, kde byl zaměstnán až do roku 1933. V letech 1924–1930 byl členem Komunistické strany Československa.
V roce 1927 se prací Saint-Simon a Auguste Comte habilitoval na Masarykově univerzitě v Brně jako docent pro obor sociologie, v roce 1930 i pro obor filosofie. Na přelomu 20. a 30. let spolu s Bedřichem Václavkem a Jiřím Mahenem redigoval Index (1929–1939), s Inocencem Arnoštem Bláhou a Emanuelem Chalupným založil a vedl Sociologickou revui (1930–40, 1945–48). V letech 1933–35 byl zaměstnancem univerzitní knihovny v Brně, mimořádným profesorem Masarykovy univerzity pro obory sociologie a dějiny filosofie se stal v roce 1935. V Brně se podílel na práci Levé fronty a v roce 1938 se stal předsedou brněnské odbočky Společnosti přátel demokratického Španělska.
Po nacistické okupaci Československa se až do konce války skrýval v Nizozemí. Po návratu do Brna byl v říjnu 1945 jmenován řádným profesorem Filosofické fakulty Masarykovy univerzity, ve školním roce 1945–46 zastával funkci jejího děkana. Zároveň se podílel na obnovení olomoucké Univerzity Palackého, na které z pověření ministra školství Zdeňka Nejedlého v letech 1946–49 vykonával funkci rektora (v letech 1949–1951 je v Seznamu přednášek FF UP uveden jako prorektor). V únoru 1948 manifestačně znovu vstoupil do komunistické strany a stal se vysokým funkcionářem krajského akčního výboru. Na sjezdu národní kultury v dubnu 1948 hovořil o nutnosti „podřídit svobodu vědeckého bádání nastupujícím politickým poměrům".
Na konci roku 1948 však odešel z politických funkcí a v roce 1954 sepsal a nejvyšším stranickým a státním orgánům rozeslal memorandum, ve kterém podrobil kritice školskou reformu (mj. protestoval proti zrušení Filozofické fakulty Univerzity Palackého a její transformaci na Fakultu společenských věd nově zřízené Vysoké školy pedagogické). V roce 1955 byl vyloučen z KSČ. Protože na „dobíhající" filozofické fakultě pro Fischera nenašli vhodný úvazek, byl od května 1956 převeden na Vysokou školu pedagogickou v Olomouci. V roce 1957 přechází na brněnskou univerzitu, kde se stává profesorem na katedře dějin filozofie (od 1. 3. 1957). Ne však nadlouho, jeho pedagogickou činnost ukončil nucený odchod do důchodu k 1. 1. 1960.
Když v druhé polovině 60. let zavládly liberálnější poměry, využívá toho Fischer k publikování v odborných časopisech a v roce 1965 krátce působí na katedře psychologie obnovené Filozofické fakulty Univerzity Palackého. V Aktech Palackého univerzity též vyšla jeho práce Sokrates nelegendární (1965). Roku 1967 se stal vědeckým pracovníkem Fakulty osvěty a novinářství Univerzity Karlovy a v následujícím roce byl znovu povolán na Univerzitu Palackého v Olomouci jako profesor filozofie a sociologie. V období tzv. normalizace byl však definitivně penzionován (1970). Druhé vydání jeho práce Sokrates nelegendární, které bylo připravováno na rok 1970, nebylo z politických důvodů realizováno.

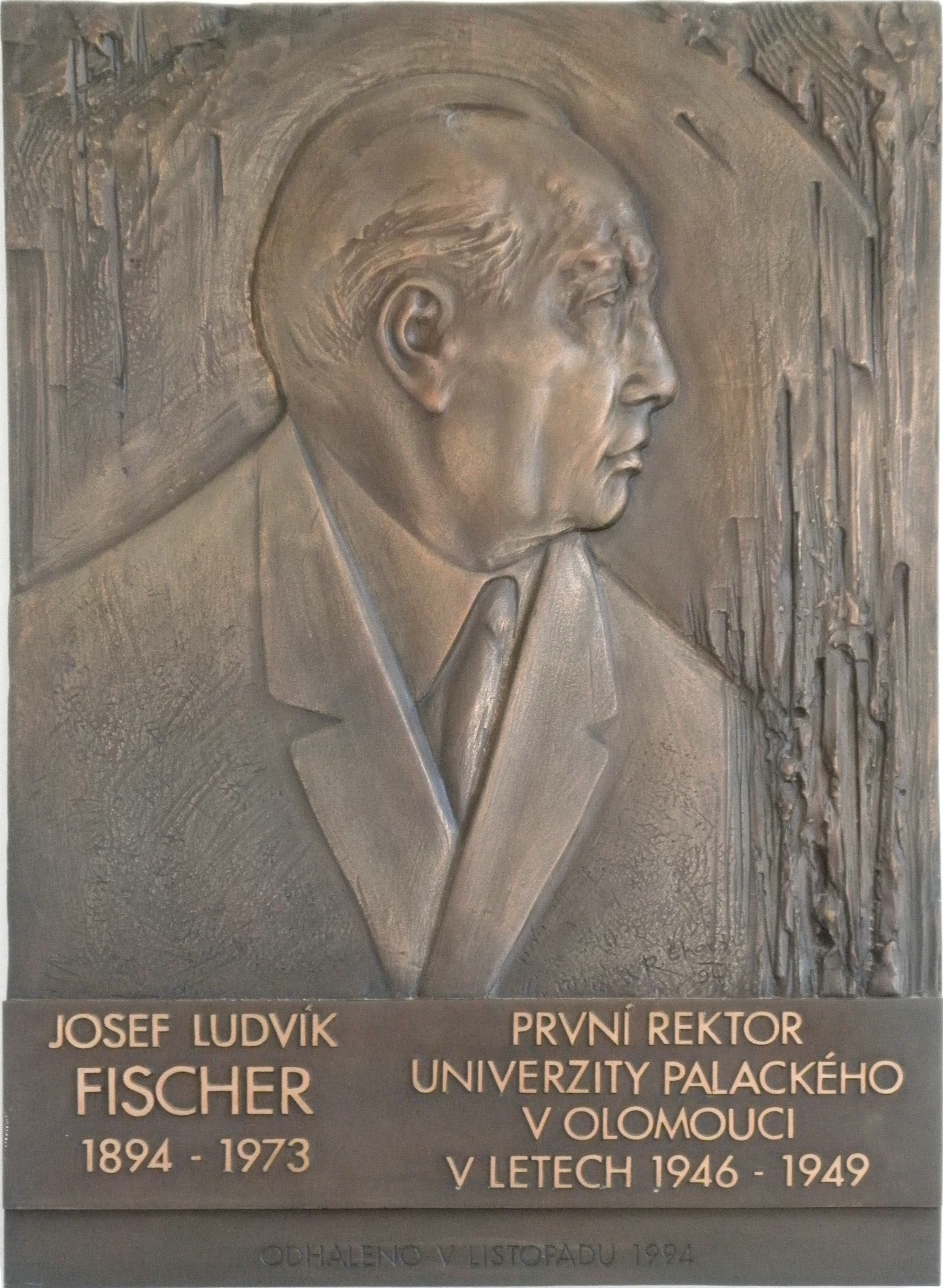
Pamětní deska Josefa Ludvíka Fischera, umístěná od roku 1994 na rektorátu Univerzity Palackého v Olomouci.

### Úmrtí
Smrt (17. 2. 1973) zastihla J. L. Fischera v plné tvůrčí práci. V souladu se svým přesvědčením o stálé nehotovosti našeho poznání dále promýšlel svůj kategoriální systém a studoval nový přírodovědný materiál k plánovanému příspěvku pro sovětský časopis Voprosy filosofii (Otázky filozofie). Byl pohřben na olomouckém Ústředním hřbitově v Neředíně.
V roce 1992 byl J. L. Fischerovi udělen Řád Tomáše Garrigua Masaryka IV. třídy in memoriam. Ve vestibulu Rektorátu Univerzity Palackého je od roku 1994 umístěna pamětní bronzová deska s reliéfem J. L. Fischera. V Olomouci byla též založena Společnost Josefa Ludvíka Fischera, která vydává publikace a pořádá přednášky o J. L. Fischerovi.

### Rodina
J. L. Fischer byl dvakrát ženat. V roce 1925 se oženil s Aloisií, rozenou Konrádovou, která před sňatkem pracovala jako učitelka, a měl s ní dvě děti, Jiřího (*1925) a Violu (*1935). Po rozvodu uzavřel v roce 1961 druhé manželství se svou bývalou žačkou, o dvaatřicet let mladší Jarmilou Kantorkovou. Z tohoto manželství vzešly dvě dcery, Soňa (*1961) a Sylva (*1963).
Jeho dcera Viola byla známou básnířkou a překladatelkou, literátkou je také jeho další dcera, nevlastní sestra Violy, Sylva Fischerová.

### Členství v učených společnostech a odborných organizacích
- domácích
  - Královská česká společnost nauk
  - Československá národní rada badatelská
  - Česká akademie věd a umění
  - Jednota filozofická
  - Sociologická společnost
  - Svaz československých spisovatelů[14]
- zahraničních
  - Delta Tau Kappa, Bridgeport
  - G. W. Leibnitz-Gesellschaft, Hannover
  - World Parliement for World Culture, Berlin
  - Academia Theatina pro scientiis
  - Centro Superiore di Logica e Scienze Comparate[15]

## Filosofie
Kritické vyrovnání s filosofií pozitivismu a pragmatismu Fischera vedlo k vypracování vlastního filosofického systému, který nazýval skladebnou filosofií. Ta měla navazovat na strukturální metody v jednotlivých vědách, které preferují celek před jednotlivými částmi. Pojem celku Fischer v Základech poznání (1931) definoval pomocí pojmu funkce a vytvořil tak původní systém funkcionálního strukturalismu, který v Krizi demokracie (1933) uplatnil při rozboru sociální skutečnosti. Krize demokracie byla Fischerovi součástí obecnější kulturní krize, kterou spojoval s kvantitativním a mechanistickým pojetím skutečnosti. Strukturní podobnosti mezi jednotlivými prvky kultury (např. mezi vědou, ekonomikou a politikou) schematizoval pomocí pojmu kulturního prototypu. Předjímal tak některé pozdější kulturologické problémy (srovnej Foucaultův pojem epistémé). Východisko z krize spatřoval v ontologické rehabilitaci kvality, k jejímuž propracování se spolu s dalšími kategoriemi funkce a struktury vrátil v souboru Filosofických studií (1968).

## Zajímavosti
Zdeněk Vašíček vzpomíná: „Ludvík Svoboda /.../ v knize svých vzpomínek [Cestami života, 1. díl, 1971] se vyznává ze svého hlubokého zaujetí JLF v třicátých letech a podává na dobrých dvaceti stránkách obsah jeho ‘Krize demokracie’. Tento Prezident Dobrotivý samozřejmě o JLF nikdy ani snad neslyšel. Byl jsem to já, který jsem tehdy seznámil jednoho z ghostwriterů jeho pamětí, Oldřicha Janečka, s dílem JLF. Ten se rozhodl šířit jeho myšlenky všemi tehdy možnými prostředky, i tímto. Nedivme se proto, že paměti nebohého prezidenta byly záhy staženy z prodeje.“
Každý rok v listopadu pořádá Univerzita Palackého v Olomouci přednášku k poctě J. L. Fischera. První přednáška se uskutečnila v roce 1994 ke stému výroční narození prvního rektora obnovené univerzity. Přednášející je vybírán komisí z tuzemských či zahraničních odborníků.

## Spisy
- Arthur Schopenhauer. Genese díla (Příspěvek k psychologii tvorby) (1921)
- O vědomí (1922)
- Hovory a zpovědi. Dvě knihy neklidu a hledání. Kniha první (1922)
- Filosofie, její podstata a problémy (1922)
- Saint Simon a Auguste Comte. Příspěvek k dějinám sociologického racionalismu (1925)
- Glosy k české otázce (1926)
- O pravdách a filosofech (1926)
- Útěk před starou filosofií (1927)
- Budoucnost evropské kultury. Vstupní čtení na Masarykově univerzitě 17. 10. 1927 (1928)
- Über die Zukunft der europäischen Kultur (1929)
- Kultura a regionalismus (1929)
- O neklidu dneška (1930)
- Základy poznání. Soustava skladebné filosofie na podkladě zkušenosti I (1931)
- Třetí říše. Úvodem do současného politického stavu (1932)
- Tyrš a sokolstvo. Historický a kritický rozbor sokolské ideologie (1932)
- Zrcadlo doby. Abeceda skoro filosofická (1932)
- Řád kapitalistický a skladebný (1933)
- Krize demokracie. I. Svoboda, II. Řád (1933)
- Věčný a časový úkol filosofie (1935)
- Národní tradice a česká filosofie. Úkoly a výzvy (1939)
- Den po válce (1946)
- Na cestu. Hrst proslovů děkanových (1946)
- Politika a stranictví (1947)
- Únor 1948. Slovo k vychovatelům (1948)
- Tři stupně. Filosofický vějíř (1948)
- Meze kvantitativní metody (SPFFBU, B 5, 1958)
- Uvedení do vědy (1961)
- Struktura pracujících ve strojírenství (1965, spolu se Zdeňkem Zajíčkem)
- Sokrates nelegendární (1965)
- O kategoriích (Filosofický časopis, 1966, 1967)
- Kvalitativní kosmos; Řád struktur (Filozofia, 1967)
- Pedagogické stati (1968)
- Dějiny filosofie. Řecká filosofie (1968)
- Filosofické studie (1968)
- Proti Mnichovu (1968)
- The Case of Socrates (Rozpravy ČSAV. Roč. 79/1969, 8. sešit.) [Anglické vydání knihy Sokrates nelegendární.]
- Skladebná filosofe, strukturalismus a dialektika (Filosofický časopis, 1969)
- Nástin teorie politiky (Sociologický časopis, 1969)
- Glosy k české otázce. 1. vyd. Praha: Horizont, 1970. 185 s.
- Listy o druhých a o sobě (2005)

### Překlady
- SCHOPENHAUER, Arthur . Genius; Umění; Láska; Světec. Vybral, přeložil a doslovem opatřil J. L. Fischer. Praha: Symposion, 1923. 150 s. Symposion; sv. 10.
  - další vydání: SCHOPENHAUER, Arthur a FISCHER, Josef Ludvík, ed. Génius, umění, láska, světec. Překlad Josef Ludvík Fischer. V Olomouci: Votobia, 1994. 175 s. ISBN 80-85619-08-3.

### Výbory
- Výbor z díla I (2007)
- Výbor z díla II (2009)